# Vida (álbum de Fábio de Melo)
Vida é um álbum de estúdio do cantor Fábio de Melo, lançado em 2008. O álbum foi premiado com Disco de Diamante pela ABPD, com mais de 500 mil cópias vendidas.

## Faixas
1. "Vida" (Rosa Girón-C.Gmez-Escolar - Vs Claudio Rabello)
2. "Tudo é do Pai" (Frederico Cruz)
3. "Cara de Família" (Rodrigo Grecco)
4. "Deus é Capaz" (Walmir Alencar)
5. "Tudo Posso" (Celina Borges)
6. "O Caderno" (Toquinho/Mutinho)
7. "Deus é Pai" (Poema) (Fabio de Melo, scj)
8. "Pai" (Fábio Júnior)
9. "Graças, Pai" (Martin Valverde)
10. "Humano Demais" (Fabio de Melo, scj)
11. "Não Foi Tua Culpa" (Martin Valverde)
12. "Tem Calma"(Martin Valverde)
13. "Contrários" (Fabio de Melo, scj)
14. "Humano Amor de Deus" (Fabio de Melo,scj)